# كلود ويليام شامبرز
كلود ويليام شامبرز (بالإنجليزية: Claude William Chambers)‏ هو مهندس معماري أسترالي، ولد في 1861، وتوفي في 13 يوليو 1947.